# José Juan Navarro Batista
José Juan Navarro Batista (Arucas, Provincia de Las Palmas, 14 de abril de 1981) es un deportista español que practica la halterofilia, compitiendo en la categoría de hasta 94 kg. Ha sido varias veces campeón de España, batiendo incontables récords nacionales. 
Ha participado en campeonatos mundiales y europeos, obteniendo los siguientes resultados: 
- octavo del Mundo en 2006 (Santo Domingo)
- sexto de Europa en 2008 (Italia)
- Campeón de la Unión Europea

Participó en los Juegos Olímpicos de Pekín 2008 en la categoría de -94 kg . Levantando 173 kg en arrancada y 210 kg en dos tiempos, batiendo así el récord de España en total olímpico con 383 kg . El deportista grancanario consiguió la mejor marca masculina de toda la historia de la Halterofilia española.
En 2008 fue finalista en los premios de los mejores deportistas de la Provincia de Las Palmas donde obtuvo el máximo galardón David Silva, el futbolista del Valencia CF y de la selección española de fútbol.